# Львов, Александр Дмитриевич (1863)
Князь Александр Дмитриевич Львов (Alexander Lvoff) ,4 марта 1863, Дрезден, Германия. Крещение проводилось в русской православной церкви, находившейся в то время  частном доме на Бойстштрасе,4 — умер 3 августа 1922, Петроград) — действительный статский советник в звании камергера, организатор противопожарных мероприятий, владелец Львовского дворца в Стрельне. С 1894 года состоял председателем Главного совета Соединенного российского пожарного общества и редактором ежемесячного органа общества «Пожарное дело» (1894—1919).

## Биография
Единственный сын рано умершего князя Дмитрия Александровича Львова и Александры Павловны, единственной внучки великого князя Константина Павловича, дочери его внебрачного сына Павла Александрова, от которого князь Львов унаследовал имение Александровка на Петергофской дороге. В молодости жил в Дрездене.
В 1892—1895 годах был председателем Петергофской уездной земской управы. В 1881 году устроил в Стрельне на собственные средства пожарную команду, ставшую школой для подготовки брандмейстеров и старших чинов пожарной службы. Составил первое руководство для пожарных «Городские пожарные команды» (1890). Ему же принадлежит инициатива устройства первой всероссийской пожарной выставки, проведённой в 1892 году в Санкт-Петербурге. С 1894 года состоял председателем Главного совета Соединенного российского пожарного общества и редактором ежемесячного журнала общества «Пожарное дело» (до весны 1919 года).
По инициативе Львова в 1892 году в Санкт-Петербурге была открыта I Всероссийская пожарно-техническая выставка под эгидой Императорского русского технического общества. К работе выставки был приурочен «съезд русских деятелей для обсуждения вопросов по пожарному делу». Львов участвовал в создании Соединенного российского пожарного общества (1893). Стал сподвижником графа А. Д. Шереметева, которого в 1894 году сменил на посту председателя Главного совета общества и занимал эту должность до 1916 года.
К числу основных заслуг Львова следует отнести создание широкой сети добровольных команд и дружин, насчитывавших к началу Первой мировой войны более 40 тыс. человек. По его инициативе были созданы всероссийские передвижные пожарно-технические выставки на базе специально оборудованного речного судна «Первенец» (1897) и поезда (1899), выполнявших рейсы по российской глубинке (116 и 78 стоянок соответственно).

## Смерть
Долгое время судьба Львова после Октябрьской революции была неизвестна. Последнее упоминание о нём в России — весна 1919 года. В № 1 и № 2 журнала «Пожарное дело» Львов упомянут в составе редакционного комитета как главный редактор. Общество было распущено, а журнал перестал издаваться.
Александр Дмитриевич Львов умер 3 августа 1922 года в Петрограде, где проживал по адресу: Тверская ул., д. 14, кв. 3. По этому же адресу проживала семья его дочери Александры Александровны Яцко-Львовой: сама она, муж Иван Васильевич Яцко, сын Константин, а также её мать Елизавета Николаевна Львова и старшая сестра матери Елена Николаевна Бейль.

## Семья и репрессии
Александр Дмитриевич был дважды женат. 
Первая жена -  немка Агнесса фон Венк, лютеранка. 
Дети:
- Михаил Александрович Львов (Mikhael Lvoff) -  родился в 1884 году в Дрездене, его потомки внук Mikhael Lvoff, 1954 года рождения и правнуки проживают во Флориде.

Вторая жена - Елизавета Николаевне Бейль, православного вероисповедания.
Дети:
- Александра (13 июня 1883 года -?), родилась ещё до заключения брака родителей. В 1888 году по высочайшему повелению она была узаконена. 17 октября 1904 года княжна Александра Александровна Львова вышла замуж за князя Владимира Андреевича Друцкого-Соколинского (5.07.1880 — 15.04.1943). Их брак был расторгнут указом Священного синода за № 8253 от 23 августа 1905 года. Детей в браке не было. От второго брака Александры с полковником Генштаба И.В. Яцко(эмигрировал в 1925 году во Францию) родился сын  — Константин Иванович Яцко (1914 г. р.), уроженец города Павловска, беспартийный, делопроизводитель Ото-фонетического института, проживал: г. Ленинград, Тверская ул., д. 14, кв. 3. Особым совещанием при НКВД СССР 17 марта 1935 года осужден как «социально опасный элемент» на 5 лет ссылки. Отбывал срок в городе Уфе, временно не работал. Особым совещанием при НКВД СССР 27 марта 1936 года ссылка отменена. Вторично арестован 31 июля 1937 года. Тройкой НКВД Башкирской АССР 30 ноября 1937 года приговорен по статьям 58-10-11 УК РСФСР к высшей мере наказания. Расстрелян в городе Уфе 27 января 1938 года в 21 час 35 минут.

В Уфу были высланы в 1935 году из Ленинграда также Александра Александровна Яцко-Львова, Елизавета Николаевна Львова и сестра Елена Николаевна Бейль.

## Труды
- Доклад и. д. предводителя дворянства С.-Петербургского уезда : С.-Петерб. уезд. собр. дворянства Санкт-Петербург : тип. и лит. И. Флейтмана, 1899.
- Городские пожарные команды : Опыт руководства к их устройству и отправлению ими службы / [Кн. А. Д. Львов] Санкт-Петербург : тип. А. Якобсона, 1890.
- «О зависимости пожаров от дурного устройства печей и труб» : Докл. кн. А. Д. Львова (чит. на Съезде рус. деятелей по пожар. делу) [Санкт-Петербург] : тип. Муллер и Богельман, ценз. 1892